# Franco Graziosi
Franco Graziosi (Macerata, 10 luglio 1929 – Roma, 4 settembre 2021) è stato un attore italiano.

## Biografia
Dopo il diploma d'attore all'Accademia nazionale d'arte drammatica, conseguito nel 1953, inizia la sua carriera teatrale nella compagnia del Piccolo Teatro di Milano, dove partecipa, nei quattro decenni successivi, a circa cinquanta spettacoli, la maggior parte dei quali sotto la direzione di Giorgio Strehler. Oltre alla sua attività in seno al teatro stabile milanese, ha lavorato in compagnie private, venendo diretto, tra gli altri, da Orazio Costa, Luigi Squarzina, Luca Ronconi, Diego Fabbri, Giorgio Albertazzi, Vittorio Gassman, Mario Missiroli.
Al cinema ha preso parte a film come Uomini contro di Francesco Rosi, Giù la testa di Sergio Leone e La grande bellezza di Paolo Sorrentino, quest'ultimo vincitore del Premio Oscar 2014 come miglior film straniero. L'attore, che ha sposato l'8 settembre 1960 Esperia Pieralisi, sorella di Virna Lisi da cui ha avuto due figli, ha partecipato tra il 1956 e il 1980 a numerosi sceneggiati televisivi e radiofonici. Muore a Roma il 4 settembre 2021.

## Teatro
(Teatrografia parziale. N.B.: Le date riportate si riferiscono alla prima rappresentazione)
- La vedova scaltra, di Carlo Goldoni, regia di Giorgio Strehler. Teatro La Fenice, Venezia, 7 ottobre 1953.
- La mascherata di Alberto Moravia, regia di Giorgio Strehler, Piccolo Teatro di Milano, 14 aprile 1954.
- Arlecchino servitore di due padroni, di Carlo Goldoni, regia di Giorgio Strehler, (ripresa). Teatro Odeon Buenos Aires, 4 giugno 1954.
- Il giardino dei ciliegi di Anton Cechov, regia di Giorgio Strehler. Piccolo Teatro di Milano, 13 gennaio 1955.
- Tre quarti di luna di Luigi Squarzina, regia di Giorgio Strehler. Piccolo Teatro Milano, 24 maggio 1955.
- Arlecchino servitore di due padroni (ripresa). Burgtheater Vienna, 14 giugno 1955.
- El nost Milan di Carlo Bertolazzi, regia di Giorgio Strehler. Piccolo Teatro di Milano, 3 dicembre 1955.
- L'opera da tre soldi di Bertolt Brecht, regia di Giorgio Strehler. Piccolo Teatro di Milano, 10 febbraio 1956.
- Dal tuo al mio di Giovanni Verga, regia di Giorgio Strehler. Piccolo Teatro di Milano, 2 aprile 1956.
- Una Montagna di carta di Guido Rocca, regia di Giorgio Strehler. Piccolo Teatro di Milano stagione 1957/1958[4]
- Coriolano di Shakespeare, regia di Giorgio Strehler. Piccolo Teatro di Milano, 9 novembre 1958[4]
- L'anima buona di Sezuan di Bertold Brecht, regia di Giorgio Strehler. Piccolo Teatro di Milano, 22 febbraio 1959[4]
- La Romagnola di Luigi Squarzina, regia di Luigi Squarzina. Teatro Valle di Roma, 5 febbraio 1959
- Il benessere di Franco Brusati e Fabio Mauri, regia di Luigi Squarzina. Teatro Valle di Roma, 7 marzo 1959
- Il grande statista di T. S. Eliot, regia di Luigi Squarzina. San Miniato, 29 luglio 1959
- Francesca da Rimini, di Gabriele D'Annunzio, regia di Orazio Costa, Pescara, Stadio Adriatico, 21 agosto 1960.

## Filmografia parziale

### Cinema
- I fratelli corsi, regia di Anton Giulio Majano (1961)
- Il terrorista, regia di Gianfranco De Bosio (1963)
- Sierra Maestra, regia di Ansano Giannarelli (1969)
- Uomini contro, regia di Francesco Rosi (1970)
- Quel maledetto giorno d'inverno... Django e Sartana... all'ultimo sangue!, regia di Demofilo Fidani (1970)
- Giù la testa regia di Sergio Leone (1971)
- Los amigos, regia di Paolo Cavara (1972)
- Il caso Mattei, regia di Francesco Rosi (1972)
- Al piacere di rivederla, regia di Marco Leto (1976)
- Nella città perduta di Sarzana, regia di Luigi Faccini (1980)
- Habemus Papam, regia di Nanni Moretti (2011)
- La grande bellezza, regia di Paolo Sorrentino (2013)

### Televisione
- Maria Stuarda, di Friedrich Schiller, regia di Claudio Fino, trasmessa il 7 novembre 1958.
- I masnadieri, di Friedrich Schiller, regia di Anton Giulio Majano, 2 ottobre 1959.
- Il caso Maurizius (1962)
- Rosemary, commedia di Molly Kazan, regia di Alberto Gagliardelli, trasmessa il 15 dicembre 1963
- Coriolano di W. Shakespeare (1964)
- La sconfitta di Trotsky, regia di Marco Leto (1967)
- La guerra di Troia non si farà, dramma di Jean Giraudoux, regia di Andrea Camilleri, trasmessa dal Secondo programma il 3 gennaio 1968.
- Il processo Cuocolo, regia di Gianni Serra (1969)
- Tutta la verità, regia di Claudio Fino, trasmessa dal Programma nazionale il 25 novembre 1969.
- Le cinque giornate di Milano, regia di Leandro Castellani (1970)
- Lungo il fiume e sull'acqua, regia di Alberto Negrin (1973)
- Albert e l'uomo nero, regia di Dino Bartolo Partesano (1976)
- Sacco e Vanzetti, regia di Giacomo Colli (1977)
- Delitto all'isola delle capre, regia di Enrico Colosimo (1978)
- La Velia (miniserie televisiva) regia di Mario Ferrero (1980)
- La tana di Agatha Christie, regia di Raffaele Meloni - sceneggiato (1980)
- La professione della signora Warren di George Bernard Shaw, prosa, regia di Giorgio Albertazzi, trasmessa il 21 dicembre 1981.
- Il fascino dell'insolito, episodio La scoperta di Morniel Mataway, regia di Enrico Colosimo (1982)
- L'onore e il rispetto - Ultimo capitolo - serie TV (2017)

## Prosa radiofonica Rai
- La luna, radiodramma di Silvio Giovaninetti, regia di Alessandro Brissoni, trasmessa il 29 marzo 1963